# Bataille de Francavilla
Guerre de la Quadruple-Alliance
Batailles
- Sardaigne
- Sicile
- Castellamare
- 1er siège de Palerme
- Cap Passaro
- 1er siège de Messine
- Milazzo
- Fontarrabie
- Glen Shiel
- Francavilla
- Roses
- Pensacola
- 2e prise de Messine
- Vigo
- Cap Saint-Vincent
- 2e siège de Palerme
- Sferracavallo
- La Seu d’Urgell
- Nassau
- Expédition Villasur

La bataille de Francavilla est une victoire de l'armée espagnole sur l'armée impériale autrichienne.

## Contexte
Après la défaite maritime du Cap de Passaro, les 30 000 hommes de la force d'invasion du marquis de Lede, les troupes autrichiennes placées aux Balkans sont libérées par le traité de Passarowitz de juillet 1718. 24 000 hommes sous les ordres du comte de Mercy passent le détroit de Messine, en juin 1719 avec l'aide de la flotte anglaise.

## La bataille
Les troupes espagnoles se sont regroupées, fortifiées autour du village de Francavilla. Le duc Frédéric-Guillaume Ier de Schleswig-Holstein-Sonderbourg-Beck y laisse la vie le 19 juin. L'attaque du 22 se fait sur trois colonnes. La première de front contre le village est repoussée trois fois. La seconde vers le monastère force la première ligne espagnole puis est bloquée. Le comte de Mercy est blessé à cette occasion. La troisième colonne, commandée par le général Holstein, attaque la gauche espagnole, prend la colline de Saint-Jean mais recule dans un chemin creux sous le feu violent.
Le marquis de Villadarias commandant l'artillerie espagnole joue un grand rôle dans cette bataille. La bataille dure tout le jour et l'avance de la cavalerie espagnole met fin à la bataille.